# 6999 Meitner
För andra betydelser, se Meitner.
6999 Meitner eller 1977 T-3 är en asteroid i huvudbältet som upptäcktes den 16 oktober 1977 av den nederländsk-amerikanske astronomen Tom Gehrels och det nederländska astronomparet Ingrid van Houten-Groeneveld och Cornelis Johannes van Houten vid Palomarobservatoriet. Den har fått sitt namn efter den österrikiska fysikern Lise Meitner.
Asteroiden har en diameter på ungefär 2 kilometer och den tillhör asteroidgruppen Levin.